# Portugals Grand Prix 1960
Portugals Grand Prix 1960 var det åttonde av tio lopp ingående i formel 1-VM 1960. Detta var det andra av två F1-lopp som kördes i Porto. 

## Resultat
1. Jack Brabham, Cooper-Climax, 8 poäng
2. Bruce McLaren, Cooper-Climax, 6
3. Jim Clark, Lotus-Climax, 4
4. Wolfgang von Trips, Ferrari, 3
5. Tony Brooks, Reg Parnell (Cooper-Climax), 2
6. Innes Ireland, Lotus-Climax, 1
7. Olivier Gendebien, Reg Parnell (Cooper-Climax)

### Förare som bröt loppet
- Mario Araujo de Cabral, Scuderia Centro Sud (Cooper-Maserati) (varv 38, olycka)
- John Surtees, Lotus-Climax (37, kylare)
- Phil Hill, Ferrari (30, olycka)
- Dan Gurney, BRM (25, motor)
- Masten Gregory, Scuderia Centro Sud (Cooper-Maserati) (21, växellåda)
- Graham Hill, BRM (9, växellåda)
- Joakim Bonnier, BRM (6, motor)
- Henry Taylor, Reg Parnell (Cooper-Climax) (0, olycka)

### Förare som diskvalificerades
- Stirling Moss, R R C Walker (Lotus-Climax) (varv 50, körde fel riktning)